# ブラック・パワー

ブラック・パワーのシンボルマーク

ブラック・パワー（英語: Black power）とは、アメリカ合衆国において1960年代に盛んに用いられた、黒人差別に対する抵抗のスローガンである。